# Casalserugo
Casalserugo (Caxałe in veneto) è un comune italiano di 5 299 abitanti della provincia di Padova in Veneto.

## Geografia fisica
Il comune di Casalserugo si pone al crocevia di una serie di comuni nel sud della provincia di Padova, lungo la direttrice che collega Padova alla provincia di Venezia da un lato, e alla provincia di Rovigo dall'altro. I suoi confini orientali sono disegnati dal fiume Bacchiglione.
Il territorio, situato nella pianura padano-veneta, è completamente pianeggiante.

## Origini del nome
Il toponimo è un composto di Casale (con vari significati, da "casa rurale" a "gruppo di case") e ser Ugo, una personalità locale attestata alla fine dell'XI secolo come «Ucho de Casale». La località è citata per la prima volta nel 918 come «Villa Casalle», mentre la specificazione compare nel XIII secolo come «Casale domini Hugonis».
La grafia ufficiale è stata Casal Ser Ugo fino al R.D. 9-2-1941 n. 1859, che ha imposto la forma odierna.

## Storia
Nella notte tra il 1º e il 2 novembre del 2010 il Bacchiglione, in quella che è ricordata come l'Alluvione del Veneto del 2010, ruppe gli argini all'altezza della discarica di Ponte San Nicolò, inondando, oltre alla frazione Roncajette di Ponte San Nicolò, anche i comuni di Casalserugo, Bovolenta e Maserà. Il Comune fu tra quelli che riportò i maggiori danni economici causati dall'alluvione.

### Simboli
Lo stemma e il gonfalone sono stati concessi con decreto del presidente della Repubblica del 4 dicembre 1956.
Il castello fa riferimento ad una fortificazione esistente in loco e di cui nell’Ottocento restava solamente un tronco di torre ora incorporata in Villa Ferri chiamata anche Castello di Ser Ugo; la fascia azzurra rappresenta il Bacchiglione che lambisce il territorio comunale e che in questo tratto è denominato canale Roncajette; la croce ricorda un antico elemosiniere che distribuiva metà delle rendite annue per le doti delle figlie bisognose del comune e l'altra metà per medicinali e sussidi agli infermi poveri.
Gli attuali simboli di Casalserugo sono documentati in atti degli inizi del Novecento custoditi nell'Archivio di Stato di Venezia con la sola differenza che la croce era posta nel canton destro del capo.
Il gonfalone è un drappo partito di bianco e d'azzurro, riccamente ornato di ricami d'argento e caricato dello stemma del comune con la iscrizione centrata in argento: COMUNE DI CASALSERUGO.

## Monumenti e luoghi d'interesse

### Architetture religiose
- Chiesa Ronchi di Casalserugo San Martino[7]
- Chiesa parrocchiale di Sant'Andrea[8]

### Architetture civili
- Villa Ferri
- Villa Argenti
- Villa Da Zara, dove lavorò il pittore Costantino Cedini

## Società

### Evoluzione demografica
Abitanti censiti

## Economia
Il suo territorio rientra nella zona di produzione delle Corti benedettine del Padovano, un vino a DOC prodotto nelle province di Padova e Venezia.
Nel suo territorio si trova(va?) uno stabilimento della società produttrice di ceramiche Jollj Ceramica S.p.A., nota anche per aver sponsorizzato tra il 1973 e il 1978, l'omonima squadra ciclistica.

## Infrastrutture e trasporti

### Strade
Casalserugo è collegata tramite la SP3 Pratiarcati con Albignasego e Bovolenta, tramite la SP30 Bertipaglia con Maserà di Padova e Polverara.

## Amministrazione
L'Amministrazione comunale di Casalserugo, con quelle di Albignasego e Maserà di Padova, fa parte dell'Unione Pratiarcati, una  Unione dei comuni della provincia di Padova.

### Sindaci dal 1946
|                                                      | Attilio Ruffatti                                | Democrazia Cristiana                         | 1946-1951      | 1946   |
|                                                      | Remigio Carraretto                              | Democrazia Cristiana                         | 1948-1952      | (1946) |
| 1951                                                 | Remigio Carraretto                              | Democrazia Cristiana                         | 1948-1952      |        |
|                                                      | Mario Nequinio                                  | Democrazia Cristiana                         | 1952-1956      | (1951) |
|                                                      | Luigi Penon                                     | Democrazia Cristiana                         | 1956-1960      | 1956   |
|                                                      | Ovidio Greggio                                  | Democrazia Cristiana                         | 1960-1964      | 1960   |
|                                                      | Vincenzo Garbo                                  | Democrazia Cristiana                         | 1964-1975      | 1964   |
| 1970                                                 | Vincenzo Garbo                                  | Democrazia Cristiana                         | 1964-1975      |        |
|                                                      | Antonio Orfeo Piovan                            | Democrazia Cristiana                         | 1975-1980      | 1975   |
|                                                      | Francesco Piovan                                | Democrazia Cristiana                         | 1980-1985      | 1980   |
|                                                      | Severino Vettorato                              | Democrazia Cristiana                         | 1985-1990      | 1985   |
|                                                      | Plinio Zampieri                                 | Democrazia Cristiana                         | 1990-1991      | 1990   |
|                                                      | Severino Vettorato                              | Democrazia Cristiana                         | 1991-1994      | (1990) |
|                                                      | Maria Antonietta Dionisi (Commiss. prefettizio) | -                                            | 1994           | -      |
| Sindaci eletti direttamente dai cittadini (dal 1995) |                                                 |                                              |                |        |
|                                                      | Giuseppina Carpanese                            | Lista civica Gruppo Civico per l'Alternativa | 1994-1998      | 1994   |
|                                                      | Severino Vettorato                              | Centro-sinistra                              | 1998-2008      | 1998   |
| 2003                                                 | Severino Vettorato                              | Centro-sinistra                              | 1998-2008      |        |
|                                                      | Elisa Venturini                                 | Centro-destra                                | 2008-2018      | 2008   |
| 2013                                                 | Elisa Venturini                                 | Centro-destra                                | 2008-2018      |        |
|                                                      | Matteo Cecchinato                               | Centro-destra                                | 2018-in carica | 2018   |
| 2023                                                 | Matteo Cecchinato                               | Centro-destra                                | 2018-in carica |        |

### Gemellaggi
- Pola de Siero, dal 2010

## Sport
Nella stagione 2004-2005 il Casalserugo vinse la Coppa Italia Dilettanti Veneto.
La squadra di calcio locale è il Calcio Casalserugo Maserà, che per la stagione 2023-2024 prende parte al campionato di Prima Categoria. Il paese è inoltre rappresentato nel mondo del basket dalla Energy Basketball, militante in Serie B Interregionale.